# ペレグ
ペレグは、旧約聖書の『創世記』に登場する人物。セムの子孫でアブラハムの先祖にあたる。
エベルが34歳のときに生まれたが「その時代に土地が分けられた（パラグ）」ため"ペレグ"と名付けられた。ヨクタンという名の兄弟（弟）がいる。
30歳で息子レウを、その後さらに息子や娘をもうけて、239歳まで生きたとされる。